# سنگ سفید (بربرود شرقی)
سنگ سفید یک منطقهٔ مسکونی در ایران است که در دهستان بربرود شرقی واقع شده‌است.
 براساس سرشماری مرکز آمار ایران در سال ۱۳۹۵، سنگ سفید ۳۲۷ نفر جمعیت دارد.